# Üjencs járás
Üjencs járás (mongol nyelven: Үенч сум) Mongólia Hovd tartományának egyik járása. Területe 7300 km². Népessége kb. 4700 fő.
Az azonos nevű folyóról kapta nevét. A Mongol-Altaj déli oldalán terül el, északi vidékén magas hegyek emelkednek.
Székhelye Höh-Üzűr (Хөх-Үзүүр), mely 305 km-re délre fekszik Hovd tartományi székhelytől.